# Pyknometer

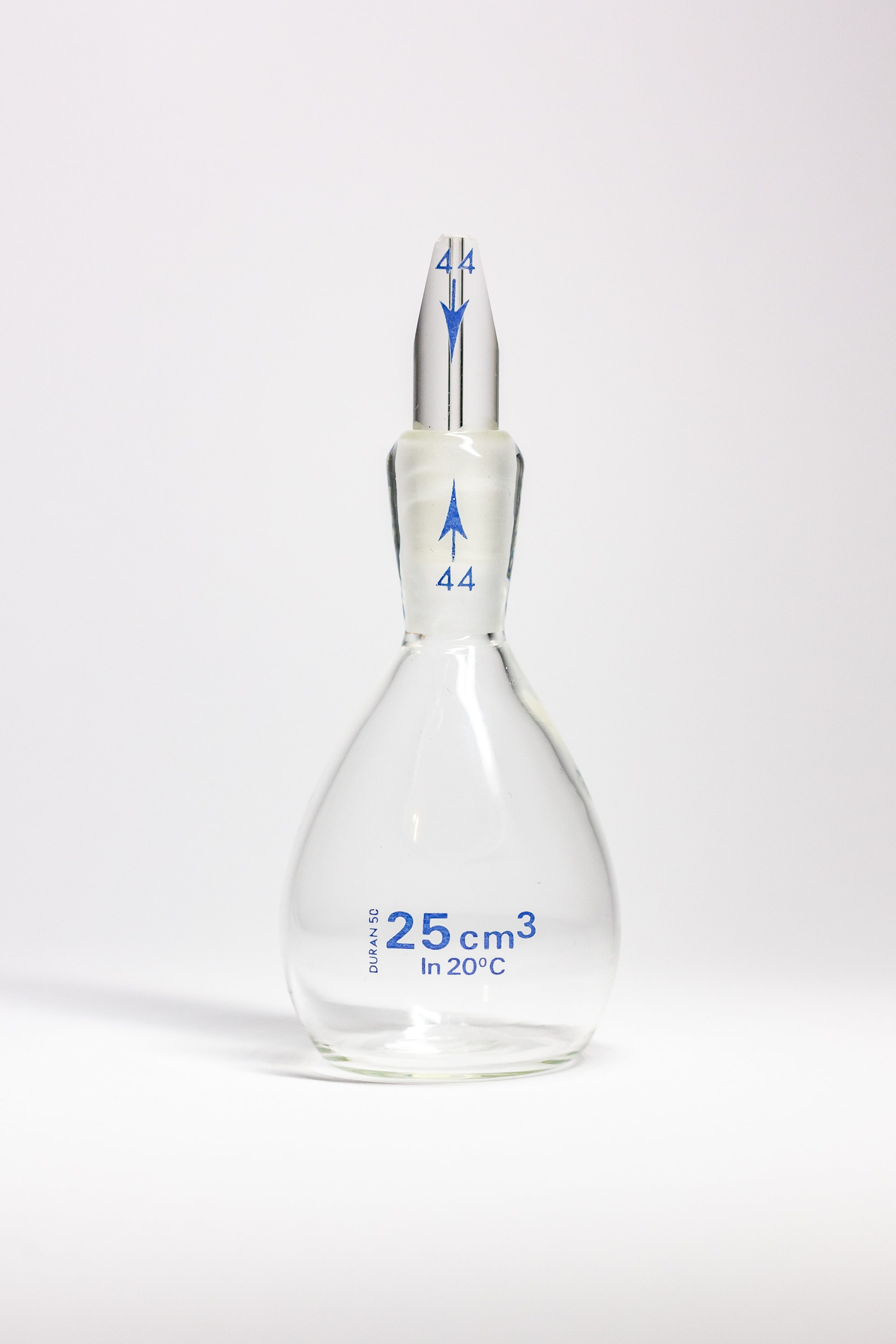
Pyknometer

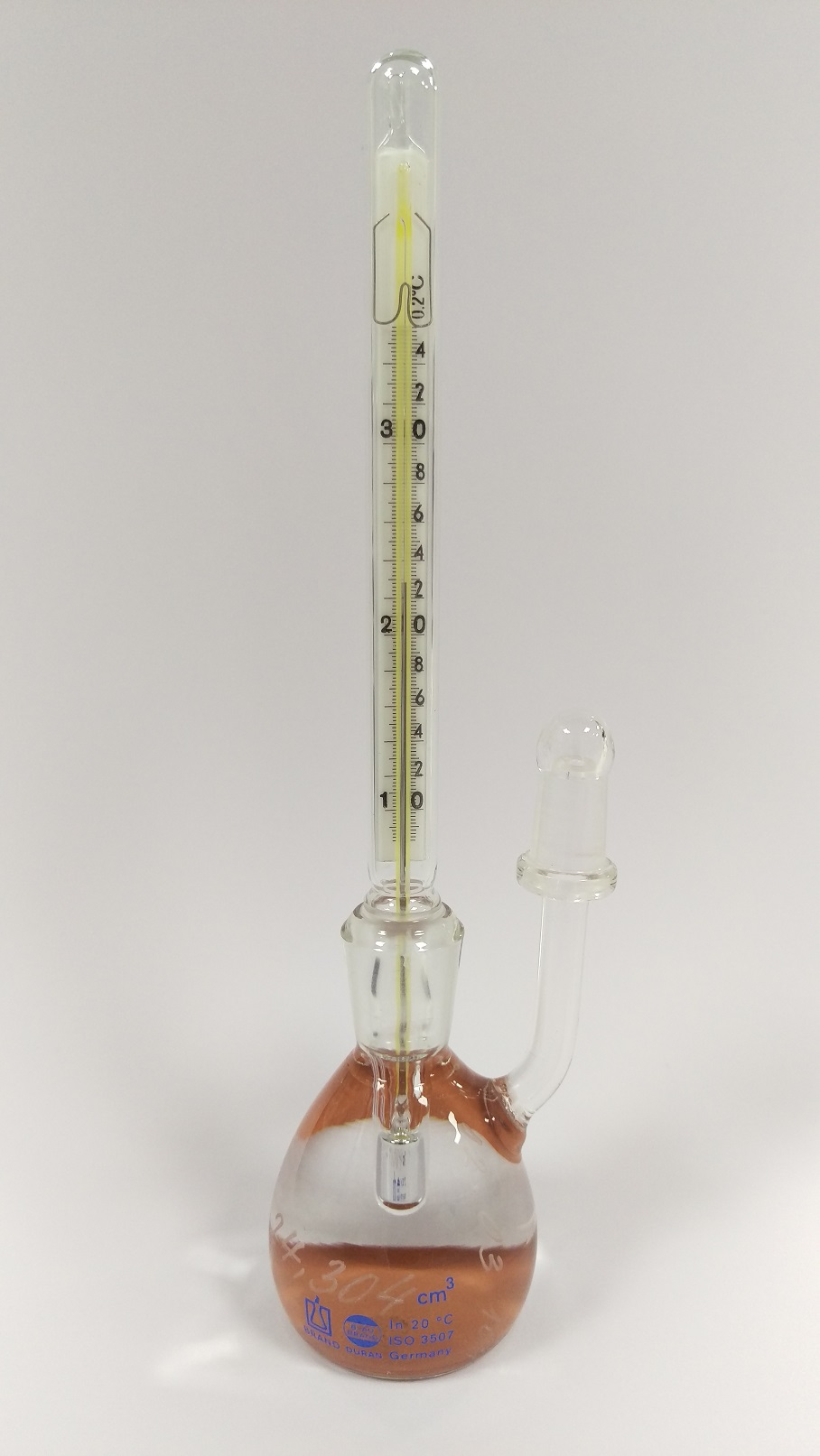
Pyknometer mit Thermometer und Kappe zur Reduzierung der Verdunstung, Volumenangabe "24,304" ml gefüllt mit iso-Propanol und Kupferpartikeln

Das Pyknometer (von altgriechisch πυκνός ‚dicht gedrängt‘) ist ein Messgerät zur Bestimmung der Dichte von Festkörpern oder Flüssigkeiten durch Wägung. Das Pyknometer besteht aus einem Glaskolben, verschließbar mit einem speziellen Schliffstopfen, der einen dünnen vertikalen Durchlass, die Kapillare, enthält (siehe Abbildung), das Füllvolumen ist genau justiert.
Das erste Pyknometer konstruierte al-Bīrūnī (973–1048).

## Messprinzip
Das Pyknometer dient zur Bereitstellung eines präzise reproduzierbaren Volumens von Flüssigkeiten. Nach Wägung des leeren und des gefüllten Pyknometers kann die Dichte der Befüllung errechnet werden.

## Allgemeine Handhabung
- Das Pyknometer muss vor seiner Verwendung völlig sauber und trocken sein.
- Wenn seine Leermasse nicht bekannt ist, muss diese bestimmt werden.
- Das Gefäß wird so hoch befüllt, dass beim Einsetzen des Stopfens Flüssigkeit durch die Kapillare des Stopfens nach außen dringt.
- Nach dem Befüllen wird die Außenseite gut abgetrocknet. Gefäß und Kapillare müssen vollständig und blasenfrei gefüllt sein.

Bei allen Messungen ist die Temperatur der verwendeten Flüssigkeit von signifikanter Bedeutung, da sich die Dichte abhängig von Temperatur stark ändern kann. Deshalb verdient die Befüllung und Temperierung besondere Beachtung:
- Vorbefüllen mit der Flüssigkeit
- Temperaturausgleich (z. B. im Wasserbad der gewünschten Temperatur)
- Einsetzen des Stopfens (fest, blasenfrei, vollständige Füllung der Kapillare)
- Evtl. abwarten und beobachten, ob der Spiegel am Ende der Kapillare stabil ist
- Aus dem Bad nehmen und gut trocknen
- Wägen

Um einen Messfehler hinsichtlich des Unterschiedes zwischen der externen Temperierung und der tatsächlichen Temperatur des im Pyknometer enthaltenen Mediums zu vermeiden, existieren Varianten von Pyknometern, die über einen zusätzlichen Seitenarm verfügen. Es wird dann ein entsprechend hochauflösendes Flüssigkeits-Glasthermometer entweder in diesen Seitenarm (selten) oder aber durch die reguläre Öffnung (Regelfall) in das Pyknometer eingebracht und so die genaue Temperatur des eingefüllten Mediums bestimmt. Im letzteren Fall beinhaltet der Seitenarm die vertikal angeordnete Kapillare, durch die überschüssiges Medium, beim Einsetzen des Thermometers in das gefüllte Pyknometer, austritt.
Das Volumen dieser Pyknometer wird oft bereits herstellerseitig bei definierter Temperatur genau bestimmt und direkt in das Pyknometer eingeschliffen. Ebenfalls sind oftmals Markierungen an Pyknometer, Thermometer, Kapillar-Stopfen und Kappen vorhanden, die die genaue Position bei der herstellerseitigen Volumenbestimmung markieren, um eine möglichst genaue Reproduzierbarkeit im Labor zu ermöglichen.
Bei der Untersuchung oder Verwendung von organischen Flüssigkeiten anstelle von Wasser kann das Problem der Verdunstung dieser Medien bei der Handhabung des Pyknometers zu großen Schwankungen in der Dichtebestimmung führen. Daher besteht bei einigen Pyknometern zusätzlich die Möglichkeit eine eingeschliffene Glaskappe über die Kapillare zu setzen, um die Verdunstung zu verhindern bzw. den Gasraum, der für die Verdunstung zur Verfügung steht, im Vergleich zur Raumluft signifikant, in der Regel auf unter 1 ml, zu verringern.
Die im Folgenden angegebenen Formeln lassen sich direkt auf andere flüssige Medien (z. B. iso-Propanol) übertragen, wenn die jeweiligen Parameter des Wassers entsprechend ausgetauscht werden.

## Dichte von Flüssigkeiten
Zuerst wird das leere, dann das gefüllte und auf 20 Grad Celsius temperierte Pyknometer gewogen.
Für die Dichtebestimmung von Flüssigkeiten bei unbekanntem Pyknometervolumen gilt:
Sei
- {\displaystyle m_{0}} die Masse des leeren Pyknometers,
- {\displaystyle m_{1}} die Masse des mit Wasser gefüllten Pyknometers,
- {\displaystyle m_{2}} die Masse des Pyknometers, gefüllt mit der zu untersuchenden Flüssigkeit,
- {\displaystyle \rho _{\mathrm {W} }} die Dichte des Wassers bei der gegebenen Temperatur,

dann ergibt sich die Dichte der Flüssigkeit zu:
{\displaystyle \rho _{\mathrm {l} }={\frac {m_{2}-m_{0}}{m_{1}-m_{0}}}\cdot \rho _{\mathrm {W} }}

## Dichte von Festkörpern
Das Messprinzip beruht auf der Verdrängung der im Gefäß befindlichen Flüssigkeit durch den hinzugefügten Festkörper. Dabei wird erst das leere bzw. das mit Flüssigkeit gefüllte Gefäß gewogen und dann der zu messende Körper in das Gefäß gegeben.
Aus den Gewichtsunterschieden berechnet sich die Dichte des Körpers bei unbekanntem Pyknometervolumen:
Sei
- {\displaystyle m_{0}} die Masse des leeren Pyknometers,
- {\displaystyle m_{1}} die Masse des mit Wasser gefüllten Pyknometers,
- {\displaystyle m_{2}} die Masse des Pyknometers mit dem Festkörper,
- {\displaystyle m_{3}} die Masse des Pyknometers mit dem Festkörper, aufgefüllt mit dem gewählten Lösemittel.
- {\displaystyle \rho _{\mathrm {W} }} die Dichte des Lösemittels bei der gegebenen Temperatur,

dann ergibt sich die Dichte des Festkörpers zu:
{\displaystyle \rho _{\mathrm {s} }={\frac {(m_{2}-m_{0})}{(m_{1}-m_{0})-(m_{3}-m_{2})}}\cdot \rho _{\mathrm {W} }}

## Beispielbeschreibung einer Messung
Durchführung nach Ph. Eur.:
1. Das leere und trockene Pyknometer wird mit Stopfen gewogen, das Gewicht {\displaystyle m_{0}} notiert
2. Jetzt wird das Pyknometer bis zum Überlaufen mit Wasser gefüllt
3. Nun wird das Pyknometer ohne Stopfen temperiert (meist 20 °C bzw. 25 °C) und immer wieder aufgefüllt, bis der Flüssigkeitsstand auf gleicher Höhe bleibt
4. Dem Pyknometer wird der Stopfen so aufgesetzt, sodass Flüssigkeit aus der Kapillare austritt, es wird abgetrocknet und erneut gewogen | {\displaystyle m_{1}}
5. Aus der Differenz dieser Wägung und der vorherigen ergibt sich das Gewicht des Wassers ({\displaystyle m_{1}-m_{0}=m_{\mathrm {W} }})
6. Nun wird über die Dichte {\displaystyle \rho _{\mathrm {W} }}, die wir für unsere Temperatur aus einer Tabelle entnehmen, das genaue Volumen {\displaystyle V_{\mathrm {P} }} des Pyknometers bestimmt

20 °C: {\displaystyle \rho _{\mathrm {W} }} = 0,9982 g/cm³, 25 °C: {\displaystyle \rho _{\mathrm {W} }} = 0,9971 g/cm³
{\displaystyle V_{\mathrm {P} }={\frac {m_{1}-m_{0}}{\rho _{\mathrm {W} }}}}
- Nun wird das Pyknometer mit einem flüchtigen Lösemittel (Ethanol, Methanol, Aceton o. ä.) ausgespült und mit Pressluft ausgeblasen – im Trockenschrank sollte das Pyknometer nicht getrocknet werden, da die Eichung auf das angegebene Volumen aufgehoben werden könnte. Ist das Pyknometer wieder komplett trocken, wird es bis zum Überlaufen mit der Prüfflüssigkeit gefüllt

1. Das Pyknometer wird ohne Stopfen auf die gleiche Temperatur wie vorher das Wasser temperiert, bis der Flüssigkeitsstand gleich bleibt
2. Danach wird der Stopfen wieder so aufgesetzt, dass Flüssigkeit aus der Kapillare austritt, und abgetrocknet
3. Jetzt wird noch einmal gewogen | {\displaystyle m_{2}}
4. Aus der Differenz dieser Wägung und der des leeren Pyknometers ({\displaystyle m_{2}-m_{0}=m_{\mathrm {l} }}) erhalten wir das Gewicht der Prüfflüssigkeit
5. Dieses wird jetzt zusammen mit unserem vorher errechneten Volumen {\displaystyle V_{\mathrm {P} }} in die Formel eingesetzt

{\displaystyle \rho _{\mathrm {l} }={\frac {m_{2}-m_{0}}{V_{\mathrm {P} }}}}
Eine weitere Möglichkeit der Dichtebestimmung besteht darin, das Volumen einer Probe über Gas-Verdrängung zu bestimmen (z. B. He-Pyknometrie) und das Gewicht mit einer Waage.